# Yarralumla
Yarralumla ist ein Stadtteil von Canberra, der Hauptstadt Australiens. Er liegt etwa 3,5 km südwestlich des Stadtzentrums am Südufer des Lake Burley Griffin.
Die ersten europäischen Siedler kamen 1828 hier an. Ab 1834 wurde das Gebiet nach der Bezeichnung der Ngunnawal-Aborigines offiziell Yarralumla genannt. Fredrick Campbell baute 1891 ein großes Eigenheim auf seinem Grundstück, das heute als Government House, die offizielle Residenz des Generalgouverneurs von Australien, genutzt wird. Der Vorort wurde 1928 amtlich gegründet und hat heute rund 3.100 Einwohner und zahlreiche diplomatische Vertretungen. In den vergangenen Jahren wurde er wegen seiner begrünten Straßen, der attraktiven Nähe zum See und der zentralen Lage zu einem der begehrtesten und teuersten Stadtteile Canberras.

## Geographie
Yarralumla liegt im zentralen Stadtbezirk South Canberra und grenzt im Norden an den Lake Burley Griffin, im Osten an die Commonwealth Avenue und Capital Hill, im Süden an die Adelaide Avenue und die Cotter Road sowie im Westen an den Scrivener-Damm und einen Teil des Molonglo River.
Obwohl Yarralumla flächenmäßig einer der größten Stadtteile Canberras ist, ist die Bevölkerungszahl relativ gering, da mehr als die Hälfte der Fläche aus offenem Land und unbewohnten Bebauungen besteht. Die offenen Flächen, die Parks Weston und Stirling, der Royal Canberra Golf Club, das Grundstück des Government House, die Nähe zur City und Lake Burley Griffin sind die wichtigsten Gründe für seine Popularität.

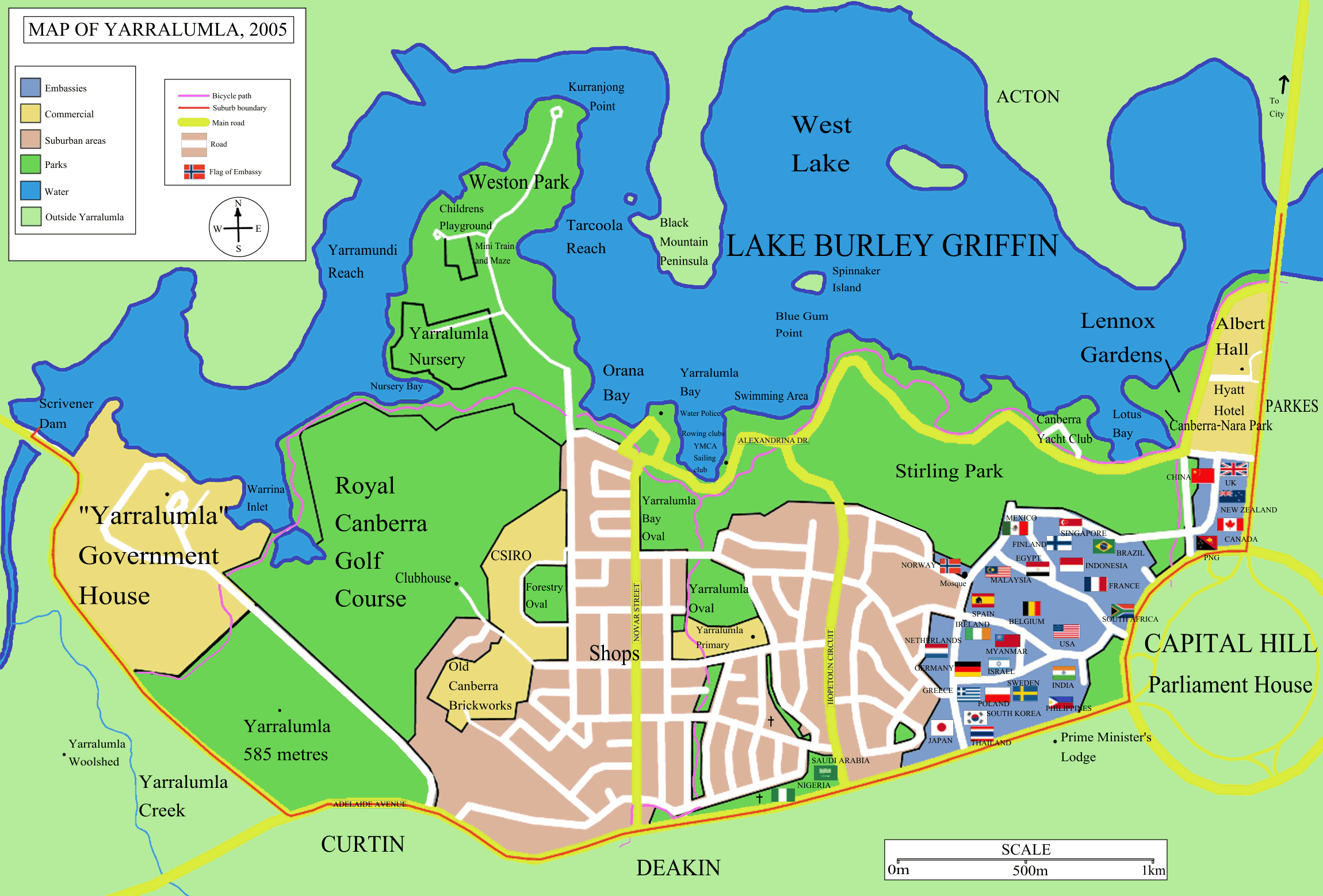
Karte von Yarralumla, südlich des Lake Burley Griffin

Das Botschaftsgelände von Yarralumla liegt am östlichen Ende des Stadtteils in der Nähe des Stirling-Parks. Es ist die hügeligste Gegend und wurde als eine der jüngsten Teile entwickelt; das Parliament House und das Parliamentary Triangle befinden sich in der Nähe.
Die Straßen in Yarralumla sind nach australischen Gouverneuren und Botanikern benannt. Die meisten älteren Straßen im Vorort sind rechtwinklig angelegt, während der hügeligere Ostteil, inklusive des Botschaftsviertels, mit organischen Umrissen gestaltet wurde. Zu den Hauptstraßen gehören Banks Street, Novar Street und Hopetoun Circuit in Nord-Süd-Richtung sowie Schlich Street, Loftus Street und Weston Street in Ost-West-Richtung. In der Trabantenstadt gibt es keine großen Durchgangsstraßen. Die restliche Stadt erreicht man über die Adelaide Avenue, Commonwealth Avenue, Lady Denman Drive und die Cotter Road, die alle am Rand des Stadtteils verlaufen.
Yarralumla liegt in der Yarralumla Formation, einer Formation aus Ton und Silt, das vor rund 425 Millionen Jahren während des Silurs geformt wurde. Sie erstreckt sich von Red Hill und Woden im Süden bis zum Lake Burley Griffin im Norden und verläuft dabei unter Yarralumla hindurch. Die Formation ist ein Beweis für die letzte große marin-sedimentäre Periode, in der der Osten Australiens noch von flachen Meeren bedeckt war. Man findet hier Fossilien von Trilobiten, Korallen und primitiven Crinoidea. In den Ziegelsteinbrüchen von Yarralumla und am Bergsattel des Deakin ist die Formation sichtbar und leicht zu studieren.

## Geschichte

### Besiedlung

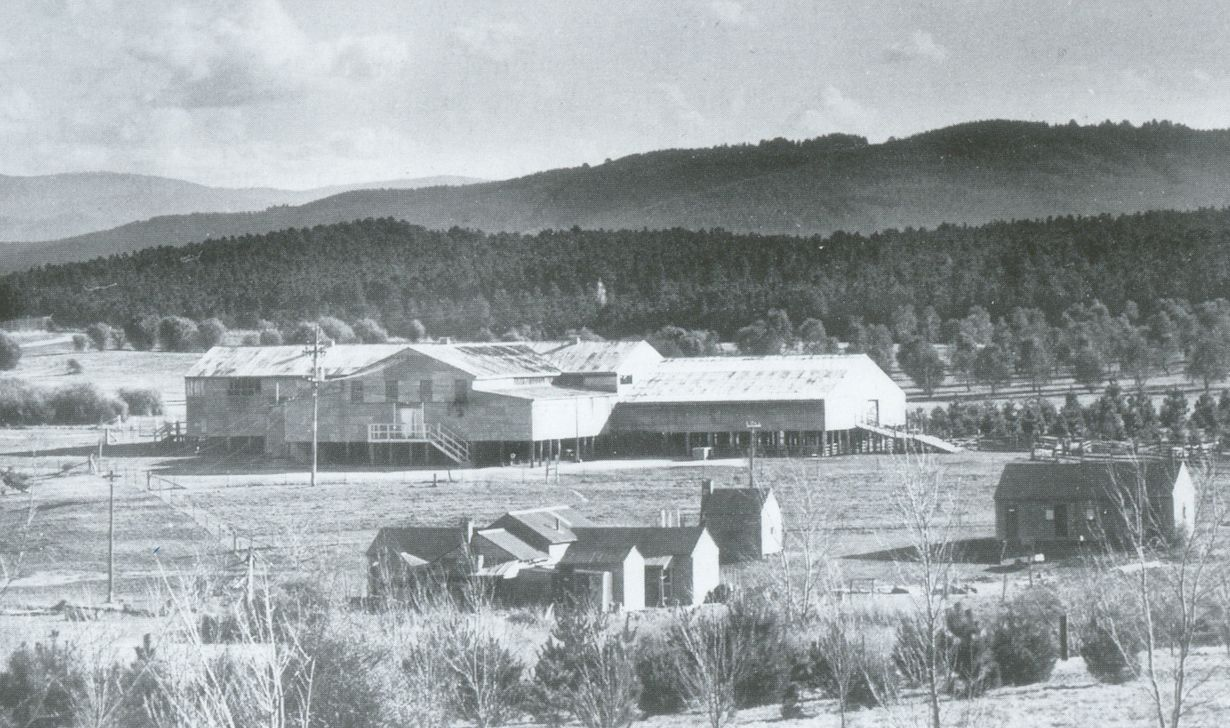
Der Wollschuppen von Yarralumla, 1925

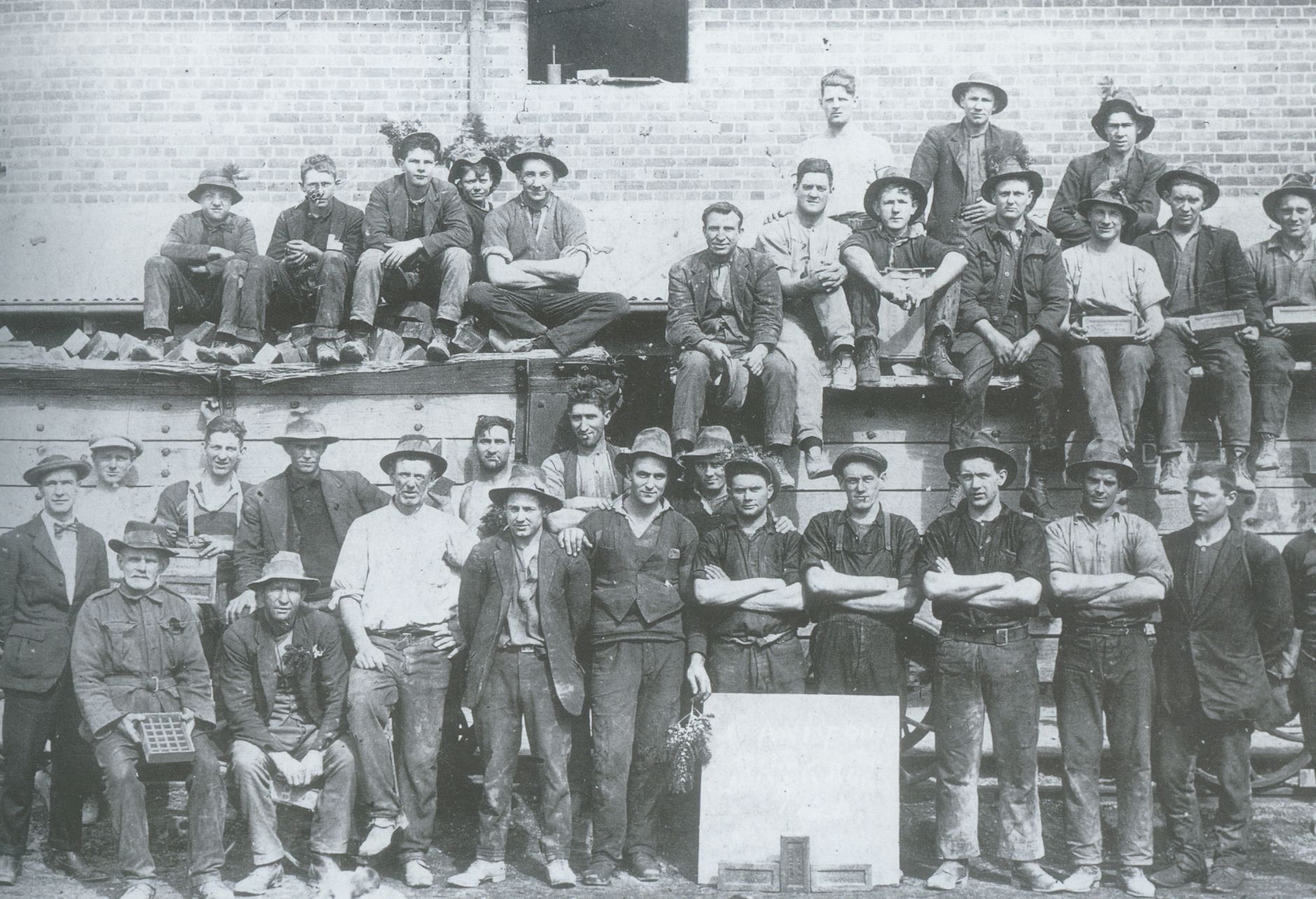
Arbeiter in der Ziegelbrennerei von Yarralumla, 1924

Das heutige Yarralumla ist ein Teil von zwei staatlichen Landzuteilungen, die freien Siedlern zur Einrichtung von Farmen gewährt wurden. 1828 erhielt Henry Donnison einen Anteil westlich der Stirling Ridge, während eine zweite Zuteilung an William Klensendorlffe ging, der das Land am 7. März 1839 von John Stephen gekauft hatte. Donnisons Land wurde bei einer Besichtigung im Jahre 1834 offiziell „Yarralumla“ genannt. So nannten die Ngunnawal das Land; der Begriff heißt übersetzt wahrscheinlich „Echo“. Fredrick Campbell, ein Nachfahre Robert Campbells, erwarb den Besitz 1881 und baute ein dreistöckiges Haus, das später die Grundlage für das Government House wurde. Campbell baute 1904 in der Nähe auch einen Wollschuppen, der bis heute erhalten ist.
1908 wurde das Gebiet der Limestone Plains einschließlich Yarralumla als Platz für die Hauptstadt des neu geschaffenen Australischen Bundes ausgewählt. 1913 kaufte die Bundesregierung beide Grundstücke. Die ansässigen Farmer durften bei jährlicher Pachtzahlung auf dem Land bleiben; einige von ihnen blieben bis 1963, als der Molonglo River gestaut wurde und der Lake Burley Griffin entstand.

### Entwicklung

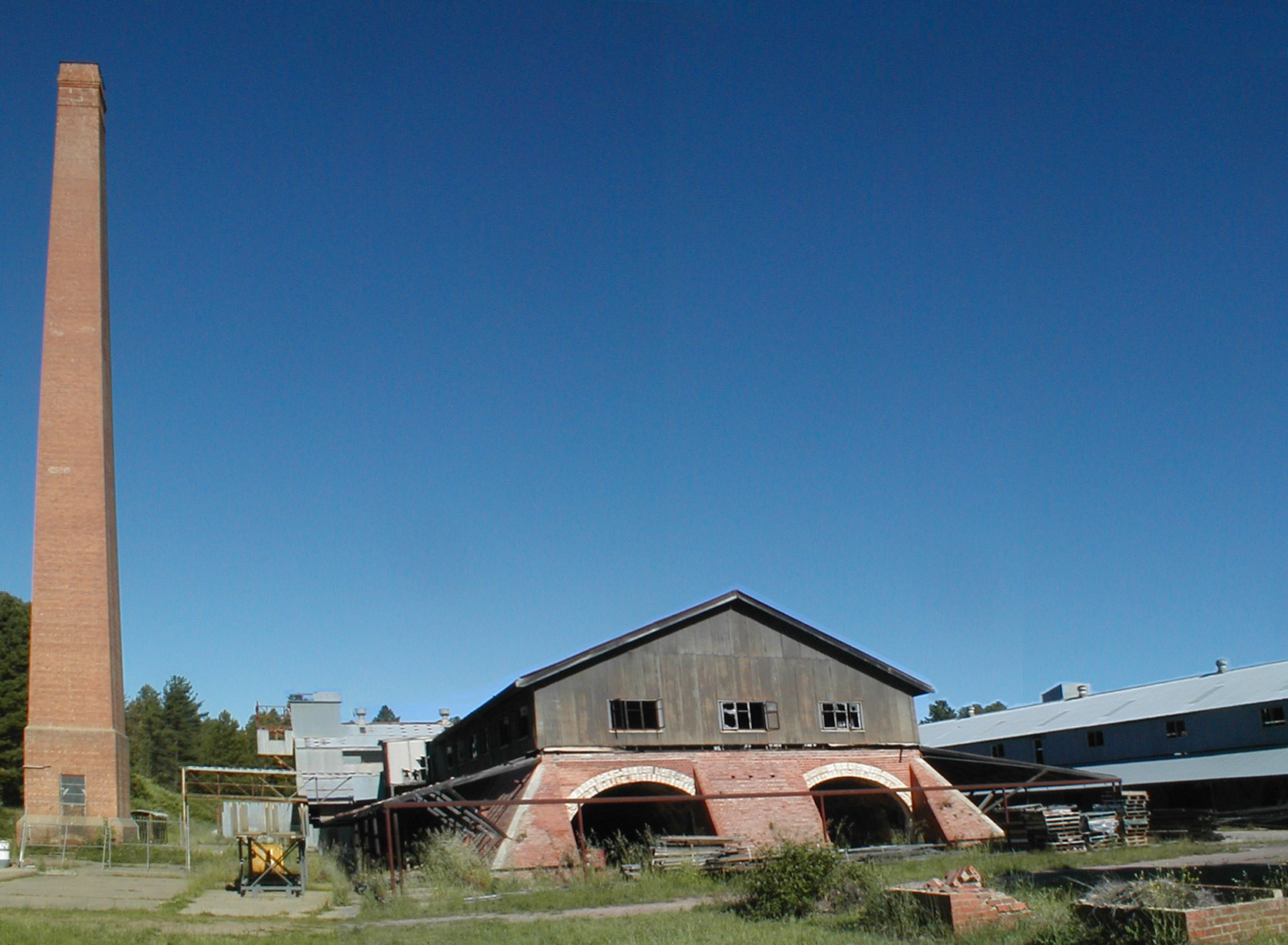
Die Ziegelbrennerei von Yarralumla heute

Mit der Entstehung der australischen Hauptstadt wurden 1913 die Ziegelbrennereien von Yarralumla errichtet, um Baumaterial zu produzieren. Die Ziegel fanden in vielen Gebäuden in Canberra Verwendung, darunter das alte Parliament House. 1917 nannte Walter Burley Griffin das Gebiet rund um die Brennereien „Westridge“. Eine Güterstraßenbahn (Spurweite 1067 mm) wurde zum Transport der Ziegel zu einigen der großen Baustellen im Zentrum Canberras eingerichtet. Diese verband Orte wie das Parliament House und das Kraftwerk von Kingston.

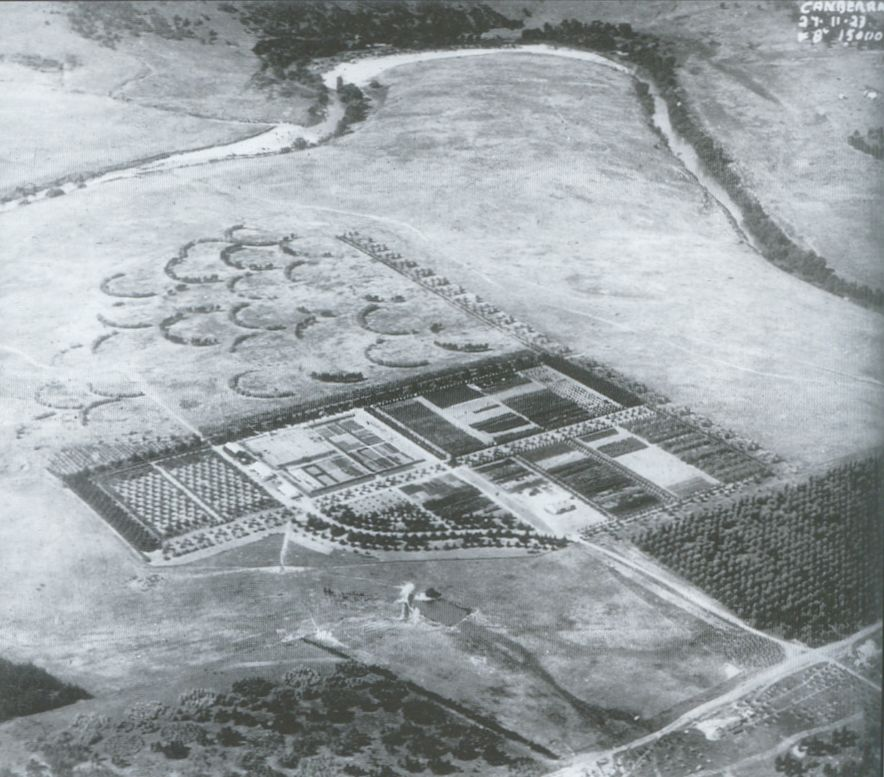
Die Baumschule von Yarralumla aus der Luft mit dem Molonglo River im Hintergrund (1923)

Der Bau des Commonwealth-Baumschule und des Arboretums Westbourne Woods begann 1914 und ein behelfsmäßiges Zeltlager für die Arbeiter entstand neben der Ziegelbrennerei. Thomas Charles Weston war von 1913 bis 1926 der Einsatzleiter der Beforstung und wurde später Direktor der Stadtbepflanzung und der Superintendent für Parks und Gärten. Weston war dafür verantwortlich, im Arboretum Pflanzenarten auf ihre Eignung für die Umgebung von Canberra zu testen und auszuwählen; von 1913 bis 1924 überwachte er das Wachstum von mehr als zwei Millionen Bäumen, die dann in Canberra gepflanzt wurden. Der größte Teil des ursprünglichen Arboretums hat nun der Royal Canberra Golf Club gepachtet, während der Rest einen Teil des Weston-Parks bildet. Die Baumschule ist immer noch in Gebrauch, wenn auch in kleinerem Umfang; heute wird hier verkauft, sowohl für den Großhandel als auch direkt an die Öffentlichkeit.
1922 wurde ein Zeltlager für Arbeiter östlich von Stirling Ridge aufgebaut, in dem die Männer, die an der Kanalisation arbeiteten, wohnten. Im folgenden Jahr begann man mit der Konstruktion von 62 kleinen Holzhütten mit je vier Zimmern, in denen die verheirateten Händler lebten, die am Bau des vorläufigen Parliament House beteiligt waren. Weitere Lager entstanden östlich des Stirling-Parks auf den Hügel gegenüber der heutigen Lotus Bay. Das erste gehörte dem Bauunternehmer John Howie (1922–1930) und bestand aus 25 Holzhütten für die verheirateten Männer und Baracken (Hostel Camp) für die Singles. Zwei andere Zeltlager für Singles entstanden in der Nähe des Old Tradesmen Camp (1923–1927) und des N°1 Labourers Camp (1924–1927). Howies Männer arbeiteten am Hotel Canberra, die anderen am Parliament House und den benachbarten administrativen Gebäuden.
Die Lager am Stirling-Park bezeichneten die neuen Bewohner als „Westlake“, während die Aborigines das Gebiet „Gura Bung Dhaura“ (steiniger Grund) genannt hatten. 1925 lebten in diesem temporären Vorort 700 Menschen. Das war rund ein Fünftel der damaligen Gesamtbevölkerung des Australian Capital Territory; in der Region hatte nur das Molonglo Settlement mehr Einwohner (750). Der Ort wurde so ausgewählt, dass er nahe am Parliament House lag, aber von allen „wichtigen“ Stellen nicht direkt zu sehen war. Die kleinen Hütten in Westlake wurden ab Mitte der 1950er Jahre entfernt, die letzte 1965. Viele der Hütten wurden nach Queanbeyan gebracht und sind heute noch bewohnt. Der Stirling-Park in der Nähe des Botschaftsviertels bedeckt nun das historische Siedlungsgebiet Westlake. Einige Relikte der früheren Bewohner sind erhalten geblieben und mit Schildern wird an die Pioniere des frühen Canberras erinnert.
Die Commonwealth Forestry School entstand 1926 in Westridge in der Nähe der Ziegelbrennerei und Westbourne Woods. Ein Jahr später wurden die ersten Studenten aufgenommen. Heute liegen die denkmalgeschützte Forestry School und die angeschlossene Residenz des Direktors, Westridge House, an der Banks Street in Yarralumla. Die Abteilung Forstwirtschaft und Forstprodukte der Commonwealth Scientific and Industrial Research Organisation (CSIRO) übernahm 1975 die Schule. Das Westridge House, ein eindrucksvolles Gebäude im Tudorstil, wurde für 500.000 $ renoviert und dient derzeit als Residenz des Geschäftsführers der CSIRO.
Die Mehrheit der Bevölkerung bestand aus Männern, die in der Ziegelbrennerei und der Baumschule arbeiteten. Westridge wurde 1928 als Vorort von Canberra amtlich bekanntgegeben. Dessen Wohnbezirk grenzte an den geplanten Platz für den Lake Burley Griffin, in der Nähe von Westbourne Woods und der 53 Hektar großem Residenz des Generalgouverneurs.

### Nach dem Zweiten Weltkrieg

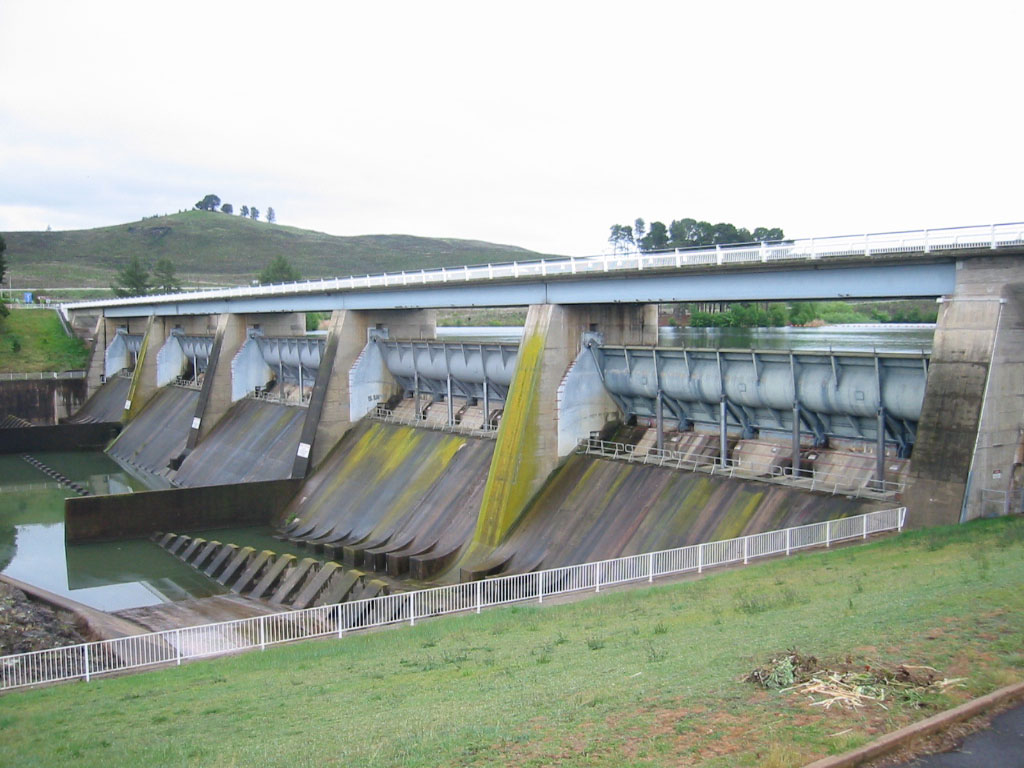
Der Scrivener-Damm

Westridge wurde in den 1950er Jahren wieder offiziell in Yarralumla umbenannt. 1963 wurde der Lake Burley Griffin gefüllt und Yarralumla umfasste nun auch Westlake, das bisher offiziell zu Acton gehörte.
Nach dem Zweiten Weltkrieg dehnte sich der Stadtteil durch viele Privathäuser schnell aus. Das Image eines Unterschichtenviertels hielt sich bis in die 1970er Jahre. Diese allgemeine Wahrnehmung änderte sich nach der Entstehung des Lake Burley Griffin und der umgebenden Parks. Die Gegend gewann Ansehen für ihre attraktive Lage am See. In den 1980er Jahren stiegen die Immobilienpreise und der Stadtteil verjüngte sich. Viele der ursprünglich von der Regierung gebauten Häuser aus monocrete, Ziegeln und Wetterschenkeln wurden abgerissen und durch größere Gebäude in verschiedenen modernen Stilen und Materialien ersetzt. Der Vorort gilt allgemein als einer der begehrteren in Canberra.

## Bevölkerung

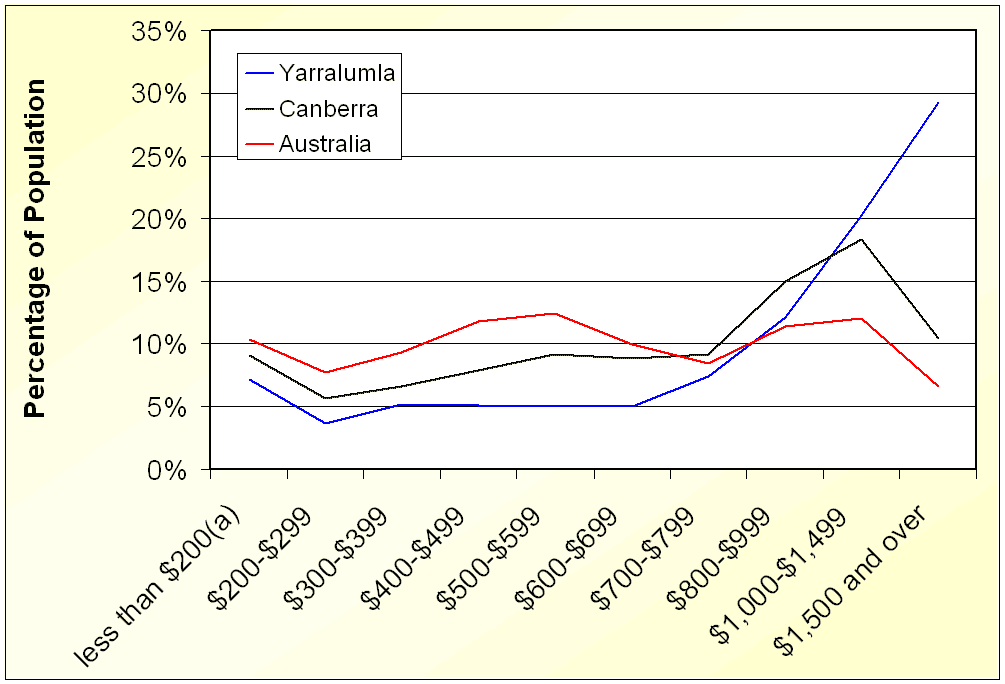
Wöchentliches Einkommen

1928 waren 130 Menschen im Wählerverzeichnis von Westridge eingetragen. Die Volkszählung 2021 ergab eine Bevölkerung von 3.120 Menschen.
Die Zahlen von 2016 zeigen, dass die Einwohner von Yarralumla durchschnittlich 50 Jahre alt sind (der Durchschnittswert für Australien beträgt 38). Yarralumla ist ein relativ wohlhabender Stadtteil, in dem das Medianeinkommen eines Haushalts mehr als 3.327 AU$ pro Woche beträgt. Die Arbeitslosenquote liegt rund zwei Prozentpunkte unter dem Durchschnitt von Australien. 20,5 % der Erwerbstätigen arbeiten im öffentlichen Dienst oder in der Verteidigung. Das mediane Einkommen in Yarralumla beträgt 1.591$ (Australien 805$) pro Woche. Der Durchschnittspreis für ein Haus in Yarralumla betrug 2005 692.000$ (Canberra 352.000$).
Die Bevölkerung von Yarralumla wurde zu 67,8 % in Australien geboren. An zweiter Stelle bei der Herkunft liegt das England mit 5,1 %. 42,5 % der Bevölkerung gehören keiner Religionsgemeinschaft an. Die mitgliederstärksten Religionsgemeinschaften sind Katholiken (22,1 %) und Anglikaner 12,0.
Die meisten Menschen leben in Einzelhäusern.

## Infrastruktur

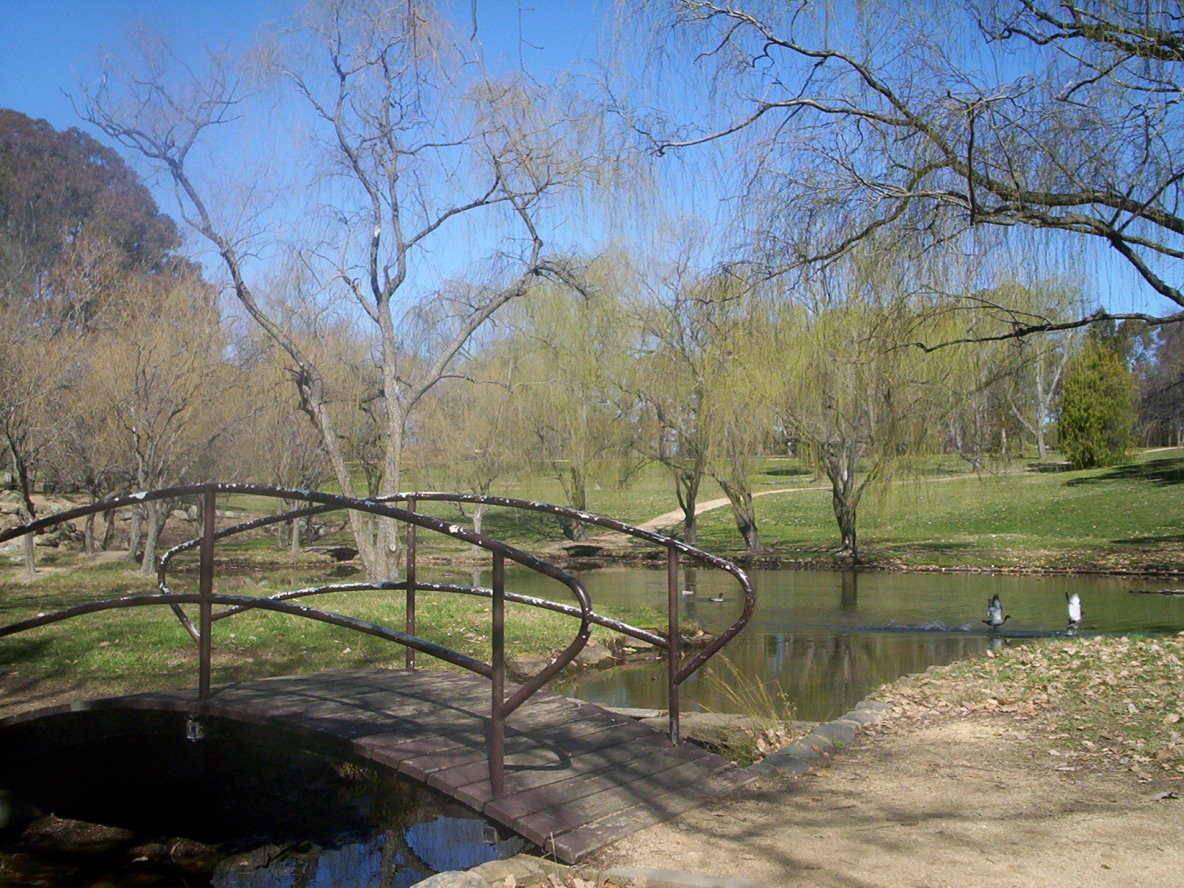
Weston Park

Das örtliche Einkaufszentrum von Yarralumla liegt an der Ecke Bentham / Novar Street und beinhaltet einen Supermarkt, eine Bäckerei, einen Waschsalon, einen Videoladen / Postamt, eine Drogerie, einen Zeitungsladen und diverse Restaurants und Spezialitätenläden. Das Einkaufsgebiet ist in den letzten Jahren mehrfach verändert worden, u. a. wurde ein zweistöckiges Bürogebäude gegenüber dem Einkaufszentrum errichtet.
Die erste Schule, die katholische St. Peter Chanel’s Grundschule, wurde 1956 eröffnet und in den 1990er Jahren geschlossen. Die öffentliche Schule Yarralumla Primary School wurde ein Jahr nach St. Pater Chanel’s eröffnet. Die Hälfte davon nimmt heute ein Zentrum für verhaltensauffällige Schüler ein. Es gibt zwei Vorschulen in Yarralumla: die Hill Corner Preschool (heute St. Nicolas Greek-Australian Preschool) sowie die Montessori-Schule, die sich im ehemaligen Gebäude der St. Peter Chanel’s befindet.
Der Weston-Park liegt auf einer Halbinsel an der Westseite des Lake Burley Griffin. Der Park enthält Badegebiete, Spielplätze sowie Planschbecken und ist am Wochenende ein beliebter Ort für Barbecue. Er gehört mit zu einer Reihe von Parks (Yarralumla Bay, Lennox Gardens und Stirling Park), die die Südküste des Sees einrahmen.
Wie in ganz Canberra wird der öffentliche Verkehr in Yarralumla ausschließlich von Bussen des Australian Capital Territory Internal Omnibus Network (ACTION) versorgt. Drei Buslinien führen durch den Vorort. Die Nummern 31, 32 und 84 fahren eine identische Strecke über Novar Street, Schlich Street und Hopetoun Circuit. Die Busse 31 und 32 fahren vom Woden Town Centre bis zum City Centre, während die 84 von Woden nach Manuka und Kingston fährt. Die Busse fahren gewöhnlich alle 30 – 60 Minuten von 7:00 bis 23:30 Uhr.

## Politik
Yarralumla liegt im Bundeswahlbezirk Canberra. Annette Ellis repräsentiert derzeit (2005) diesen Bezirk im House of Representatives. Historisch sind beide Wahlbezirk im ACT (Australian Capital Territory) sichere Sitze für die Labor-Partei. In der ACT Legislative Assembly gehört Yarralumla zum Wahlbezirk Molonglo, der sieben Abgeordnete nach dem Verhältniswahlrecht wählt. Bei der ACT-Wahl 2004 gab es Veränderungen von 7,3 % zugunsten der Labor-Partei und 4,1 % zu Lasten der Liberalen.
Die Yarralumla Residents Association (YRA) ist eine eingetragene Organisation, die die Ansichten der Einwohner und der Geschäftsleute von Yarralumla repräsentiert. Die Gruppe wehrt sich gegen die Pläne der Regierung zur städtischen Konsolidierung und unterstützt das offene Land und die Erhaltung von dünn besiedelten Gebieten. Die Organisation äußert sich auch lautstark zu Plänen bezüglich der Ziegelbrennerei.

## Wichtige Plätze

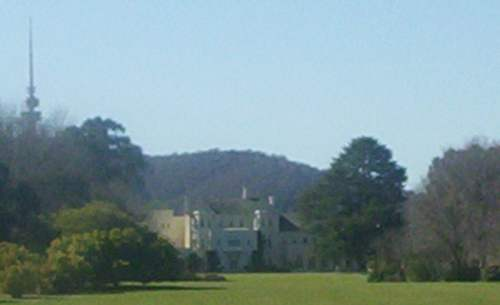
Das Government House

Yarralumla hat bemerkenswert viele Sehenswürdigkeiten und Plätze von historischem Interesse. Das Government House, das auch den Namen Yarralumla trägt, liegt im Westen des Vororts in einem 53 Hektar großen Park am Lake Burley Griffin in der Nähe des Royal Canberra Golf Club und des Scrivener-Damms. Das Haus wurde 1891 gebaut. Der benachbarte Wollschuppen kann für Veranstaltungen wie Partys oder Buschtänze gemietet werden. Im umgebenden Land wurde ein Park für Reiter angelegt, in dem sich auch Bereiche für Springreiten, Vielseitigkeitsreiten und Distanzreiten befinden.
Die Ziegelbrennerei war die erste industrielle Manufaktur im ACT. Sie wurde während der Weltwirtschaftskrise und beider Weltkriege vorübergehend und 1976 nach gescheiterten Plänen zur Modernisierung endgültig geschlossen. Derzeit ist das Gelände nicht öffentlich zugänglich und in zerfallenem Zustand. Der Park rund um die Ziegelbrennerei ist ein beliebtes Erholungsgebiet für die Einwohner von Yarralumla. Über zukünftige Pläne wurde noch nicht entschieden.

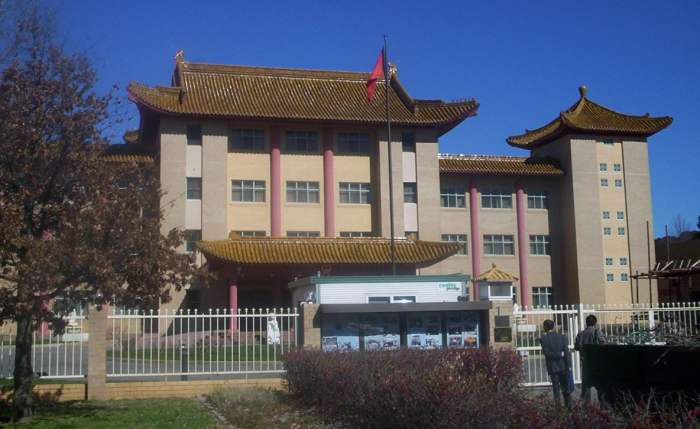
Die chinesische Botschaft

Im Osten von Yarralumla befinden sich zahlreiche diplomatische Vertretungen von Canberra. Viele von ihnen sind im traditionellen Stil ihrer Heimatländer gebaut. Beispiele für Kanzleien im regionalen Stil sind die Botschaften von Saudi-Arabien, Thailand und China sowie die Gebäude der Hochkommissare von Indien und Papua-Neuguinea. Die erste Botschaft in Canberra war die der USA, deren Grundstein am 4. Juli 1942 gelegt wurde. Sie ist ein Gebäudekomplex im georgianischen Stil, das von diversen Gebäuden inspiriert wurde, die Christopher Wren zu Beginn des 18. Jahrhunderts in Virginia entworfen hatte. Die Touristentour Nr. 6 führt die Besucher an vielen Botschaften Canberra vorbei.
Im Osten von Yarralumla findet man außerdem die Lennox Gardens, den Yachtclub, die Albert Hall und das Hotel Canberra. Letzteres wurde 1924 vor allem für Politiker des Parlaments eröffnet. Das Hotel wurde 1974 geschlossen und das Gebäude diente 1976–1984 als Erweiterung des Parliament House. 1987 eröffnete Hyatt das Hotel wieder.
| Botschaften und Hochkommissare in Yarralumla | Botschaften und Hochkommissare in Yarralumla | Botschaften und Hochkommissare in Yarralumla | Botschaften und Hochkommissare in Yarralumla | Botschaften und Hochkommissare in Yarralumla | Botschaften und Hochkommissare in Yarralumla |
| -------------------------------------------- | -------------------------------------------- | -------------------------------------------- | -------------------------------------------- | -------------------------------------------- | -------------------------------------------- |
| Belgien                                      | Brasilien                                    | Kanada                                       | Volksrepublik China                          | Ägypten                                      | Finnland                                     |
| Frankreich                                   | Deutschland                                  | Griechenland                                 | Indien                                       | Indonesien                                   | Irland                                       |
| Israel                                       | Japan                                        | Südkorea                                     | Malaysia                                     | Mexiko                                       | Myanmar                                      |
| Niederlande                                  | Neuseeland                                   | Nigeria                                      | Norwegen                                     | Papua-Neuguinea                              | Philippinen                                  |
| Polen                                        | Saudi-Arabien                                | Singapur                                     | Südafrika                                    | Spanien                                      | Schweden                                     |
| Thailand                                     | Vereinigtes Königreich                       | Vereinigte Staaten                           |                                              |                                              |                                              |